# Graham McNamee
Graham McNamee (ur. 10 lipca 1888, zm. 9 maja 1942) – amerykański spiker radiowy i dziennikarz sportowy.

## Wyróżnienia
Posiada swoją gwiazdę na Hollywoodzkiej Alei Gwiazd.